# Neale Fraser
Neale Andrew Fraser (Melbourne, Austràlia, 3 d'octubre de 1933 — 2 de desembre) va ser un tennista australià actiu durant les dècades 1950 i 1960, i se'l va considerar el millor tennista l'any 1959.
En la seva trajectòria va guanyar la «triple corona» en un torneig de Grand Slam, és a dir, les tres modalitats en el mateix torneig. Ho va aconseguir en el U.S. Championships els anys 1959 i 1960, fita que cap més tennista masculí ha pogut igualar des de llavors. Va acumular un total de dinou títols de Grand Slam: tres individuals, onze de dobles masculins i cinc de dobles mixts.
Va formar part de l'equip australià de Copa Davis i també en fou el capità durant molts anys. Com a jugador va aconseguir quatre títols de Copa Davis (1959, 1960, 1961, 1962).

## Biografia
Fill de l'advocat i polític australià Archibald Fraser.
Va ser condecorat com a Membres de l'Orde de l'Imperi Britànic l'any 1974 i va rebre l'Orde d'Austràlia el 1988. Va ser inclòs a l'International Tennis Hall of Fame l'any 1984 i va rebre la màxima distinció de la International Tennis Federation l'any 2008, el Phillippe Chartier Award.

## Torneigs de Grand Slam

### Individual: 7 (3−4)
| Resultat  | Núm. | Any  | Torneig                      | Oponent       | Marcador             |
| --------- | ---- | ---- | ---------------------------- | ------------- | -------------------- |
| Finalista | 1.   | 1957 | Australian Championships     | Ashley Cooper | 3−6, 11−9, 4−6, 2−6  |
| Finalista | 2.   | 1958 | Wimbledon Championships      | Ashley Cooper | 6−3, 3−6, 4−6, 11−13 |
| Finalista | 3.   | 1959 | Australian Championships (2) | Alex Olmedo   | 1−6, 2−6, 6−3, 3−6   |
| Guanyador | 1.   | 1959 | US Championships             | Alex Olmedo   | 6−3, 5−7, 6−2, 6−4   |
| Finalista | 4.   | 1960 | Australian Championships (3) | Rod Laver     | 1−6, 2−6, 6−3, 3−6   |
| Guanyador | 2.   | 1960 | Wimbledon Championships      | Rod Laver     | 6−4, 3−6, 9−7, 7−5   |
| Guanyador | 3.   | 1960 | US Championships (2)         | Rod Laver     | 6−4, 6−4, 10−8       |

### Dobles masculins: 18 (11−7)
| Resultat  | Núm. | Any  | Torneig                      | Parella          | Oponents                          | Marcador                 |
| --------- | ---- | ---- | ---------------------------- | ---------------- | --------------------------------- | ------------------------ |
| Finalista | 1.   | 1954 | Australian Championships     | Clive Wilderspin | Rex Hartwig Mervyn Rose           | 3−6, 4−6, 2−6            |
| Finalista | 2.   | 1954 | Wimbledon Championships      | Ken Rosewall     | Rex Hartwig Lew Hoad              | 5−7, 4−6, 3−6            |
| Guanyador | 1.   | 1957 | Australian Championships     | Lew Hoad         | Mal Anderson Ashley Cooper        | 6−3, 8−6, 6−4            |
| Finalista | 3.   | 1957 | Wimbledon Championships (2)  | Lew Hoad         | Budge Patty Gardnar Mulloy        | 10−8, 4−6, 4−6, 4−6      |
| Guanyador | 2.   | 1957 | US Championships             | Ashley Cooper    | Gardnar Mulloy Budge Patty        | 4−6, 6−3, 9−7, 6−3       |
| Guanyador | 3.   | 1958 | Wimbledon Championships      | Ashley Cooper    | Roy Emerson Bob Mark              | 7−5, 6−8, 3−6, 6−3, 7−5  |
| Finalista | 4.   | 1958 | Wimbledon Championships (3)  | Ashley Cooper    | Sven Davidson Ulf Schmidt         | 4−6, 4−6, 6−8            |
| Guanyador | 4.   | 1958 | Internationaux de France     | Ashley Cooper    | Robert Howe Abe Segal             | 3−6, 8−6, 6−3, 7−5       |
| Finalista | 5.   | 1959 | Internationaux de France     | Roy Emerson      | Nicola Pietrangeli Orlando Sirola | 3−6, 2−6, 12−14          |
| Guanyador | 5.   | 1955 | Wimbledon Championships (2)  | Roy Emerson      | Rod Laver Bob Mark                | 8−6, 6−3, 14−16, 9−7     |
| Guanyador | 6.   | 1959 | US Championships (2)         | Roy Emerson      | Earl Buchholz Alex Olmedo         | 3−6, 6−3, 5−7, 6−4, 7−5  |
| Finalista | 6.   | 1960 | Australian Championships (2) | Roy Emerson      | Rod Laver Bob Mark                | 6−1, 2−6, 4−6, 4−6       |
| Guanyador | 7.   | 1960 | Internationaux de France (2) | Roy Emerson      | Jose Luis Arilla Andrés Gimeno    | 6−2, 8−10, 7−5, 6−4      |
| Guanyador | 8.   | 1960 | US Championships (3)         | Roy Emerson      | Rod Laver Bob Mark                | 9−7, 6−2, 6−4            |
| Guanyador | 9.   | 1961 | Wimbledon Championships (3)  | Roy Emerson      | Bob Hewitt Fred Stolle            | 6−4, 6−8, 6−4, 6−8, 8−6  |
| Guanyador | 10.  | 1962 | Australian Championships (2) | Roy Emerson      | Bob Hewitt Fred Stolle            | 4−6, 4−6, 6−1, 6−4, 11−9 |
| Guanyador | 11.  | 1962 | Internationaux de France (3) | Roy Emerson      | Wilhelm Bungert Christian Kuhnke  | 6−3, 6−4, 7−5            |
| Finalista | 7.   | 1973 | Wimbledon Championships (4)  | John Cooper      | Jimmy Connors Ilie Năstase        | 6−3, 3−6, 4−6, 9−8, 1−6  |

### Dobles mixts: 7 (5−2)
| Resultat  | Núm. | Any  | Torneig                     | Parella          | Oponents                        | Marcador        |
| --------- | ---- | ---- | --------------------------- | ---------------- | ------------------------------- | --------------- |
| Guanyador | 1.   | 1956 | Australian Championships    | Beryl Penrose    | Mary Bevis Hawton Roy Emerson   | 6−2, 6−4        |
| Finalista | 1.   | 1957 | Wimbledon Championships     | Althea Gibson    | Darlene Hard Mervyn Rose        | 4−6, 5−7        |
| Guanyador | 2.   | 1958 | US Championships            | Margaret Osborne | Maria Bueno Alex Olmedo         | 6−3, 3−6, 9−7   |
| Finalista | 2.   | 1959 | Wimbledon Championships (2) | Maria Bueno      | Darlene Hard Rod Laver          | 4−6, 3−6        |
| Guanyador | 3.   | 1959 | US Championships (2)        | Margaret Osborne | Janet Hopps Bob Mark            | 7−5, 13−15, 6−2 |
| Guanyador | 4.   | 1960 | US Championships (3)        | Margaret Osborne | Maria Bueno Antonio Palafox     | 6−3, 6−2        |
| Guanyador | 5.   | 1962 | Wimbledon Championships     | Margaret Osborne | Ann Haydon-Jones Dennis Ralston | 2−6, 6−3, 13−11 |

## Palmarès

### Equips: 7 (5−2)
| Resultat  | Núm. | Data                                    | Torneig                                    | Superfície | Equip                                      | Oponents                                                          | Marcador |
| --------- | ---- | --------------------------------------- | ------------------------------------------ | ---------- | ------------------------------------------ | ----------------------------------------------------------------- | -------- |
| Guanyador | 1.   | 26 de desembre − 28 de desembre de 1957 | Copa Davis, Melbourne, Austràlia           | Gespa      | Malcolm Anderson Ashley Cooper Mervyn Rose | Barry Mackay Gardnar Mulloy Victor Seixas                         | 3−2      |
| Finalista | 1.   | 29 de novembre − 31 de desembre de 1958 | Copa Davis, Brisbane, Austràlia            | Gespa      | Malcolm Anderson Ashley Cooper             | Butch Buchholz Barry Mackay Alex Olmedo Hamilton Richardson       | 2−3      |
| Guanyador | 2.   | 28 − 31 d'agost de 1959                 | Copa Davis, Forest Hills, Estats Units (2) | Gespa      | Roy Emerson Rod Laver Bob Mark             | Tut Bartzen Butch Buchholz Barry Mackay Alex Olmedo               | 3−2      |
| Guanyador | 3.   | 26 − 28 de desembre de 1960             | Copa Davis, Sydney, Austràlia (3)          | Gespa      | Roy Emerson Rod Laver Bob Mark             | Nicola Pietrangeli Orlando Sirola Sergio Tacchini                 | 4−1      |
| Guanyador | 4.   | 26 − 28 de desembre de 1961             | Copa Davis, Melbourne (4)                  | Gespa      | Roy Emerson Rod Laver Fred Stolle          | Sergio Jacobini Nicola Pietrangeli Orlando Sirola Sergio Tacchini | 5−0      |
| Guanyador | 5.   | 26 − 28 de desembre de 1962             | Copa Davis, Brisbane (5)                   | Gespa      | Roy Emerson Ken Fletcher Rod Laver         | Mario Llamas Rafael Osuna Antonio Palafox                         | 5−0      |
| Finalista | 2.   | 26 − 28 de desembre de 1963             | Copa Davis, Adelaida, Austràlia (2)        | Gespa      | Roy Emerson John Newcombe Fred Stolle      | Frank Froehling Chuck McKinley Dennis Ralston Marty Riessen       | 2−3      |

## Trajectòria

### Individual
| Australian Championships                                                                                                  | 3R | 2R | 2R | 3R | SF | F  | SF | F  | F  | A  | SF | A | A | A  | A | A | 3R | A | A | A | 3R | 1R | 1R | 1R | 0 / 15 | 29 − 15 |
| Internationaux de France                                                                                                  | A  | A  | 3R | A  | A  | QF | QF | SF | QF | A  | SF | A | A | 2R | A | A | A  | A | A | A | A  | A  | A  | A  | 0 / 7  | 20 − 7  |
| Wimbledon | A  | A  | 2R | 1R | QF | SF | F  | QF | G  | 4R | SF | A | A | 3R | A | A | A  | A | A | A | 1R | 1R | 2R | 1R | 1 / 14 | 38 − 13 |
| US Championships | A  | A  | 4R | 4R | SF | 3R | SF | G  | G  | A  | A  | A | A | A  | A | A | A  | A | A | A | A  | A  | A  | A  | 2 / 7  | 32 − 5  |
| Llegenda: G: Guanyador; F: Finalista; SF: Semifinalista; QF: Quarts de final; Q: Qualificació; A: Absent; RR: Round Robin |    |    |    |    |    |    |    |    |    |    |    |   |   |    |   |   |    |   |   |   |    |    |    |    |        |         |

### Dobles masculins
| Australian Championships                                                                                                  | QF | A | A | A | 3R | 3R | 2R | 3R | 1R | A  | 0 / 6 | 10 − 6 |
| Internationaux de France                                                                                                  | A  | A | A | A | A  | A  | A  | A  | A  | A  | 0 / 0 | 0 − 0  |
| Wimbledon | A  | A | A | A | SF | F  | 2R | A  | 1R | 1R | 0 / 5 | 10 − 5 |
| US Championships | A  | A | A | A | A  | A  | A  | A  | 2R | 1R | 0 / 2 | 1 − 2  |
| Llegenda: G: Guanyador; F: Finalista; SF: Semifinalista; QF: Quarts de final; Q: Qualificació; A: Absent; RR: Round Robin |    |   |   |   |    |    |    |    |    |    |       |        |